# Martyniaceae
Martyniaceae is een botanische naam, voor een familie van tweezaadlobbige planten. Een familie onder deze naam wordt vrij regelmatig erkend door systemen van plantentaxonomie. In het APG-systeem (1998) is de familie optioneel, en mogen de planten ook ingevoegd worden in de familie Pedaliaceae. Het APG II-systeem (2003) erkent de familie zonder meer.
Het gaat om een kleine familie van een à anderhalf dozijn soorten.